# Peter Vischer der Jüngere

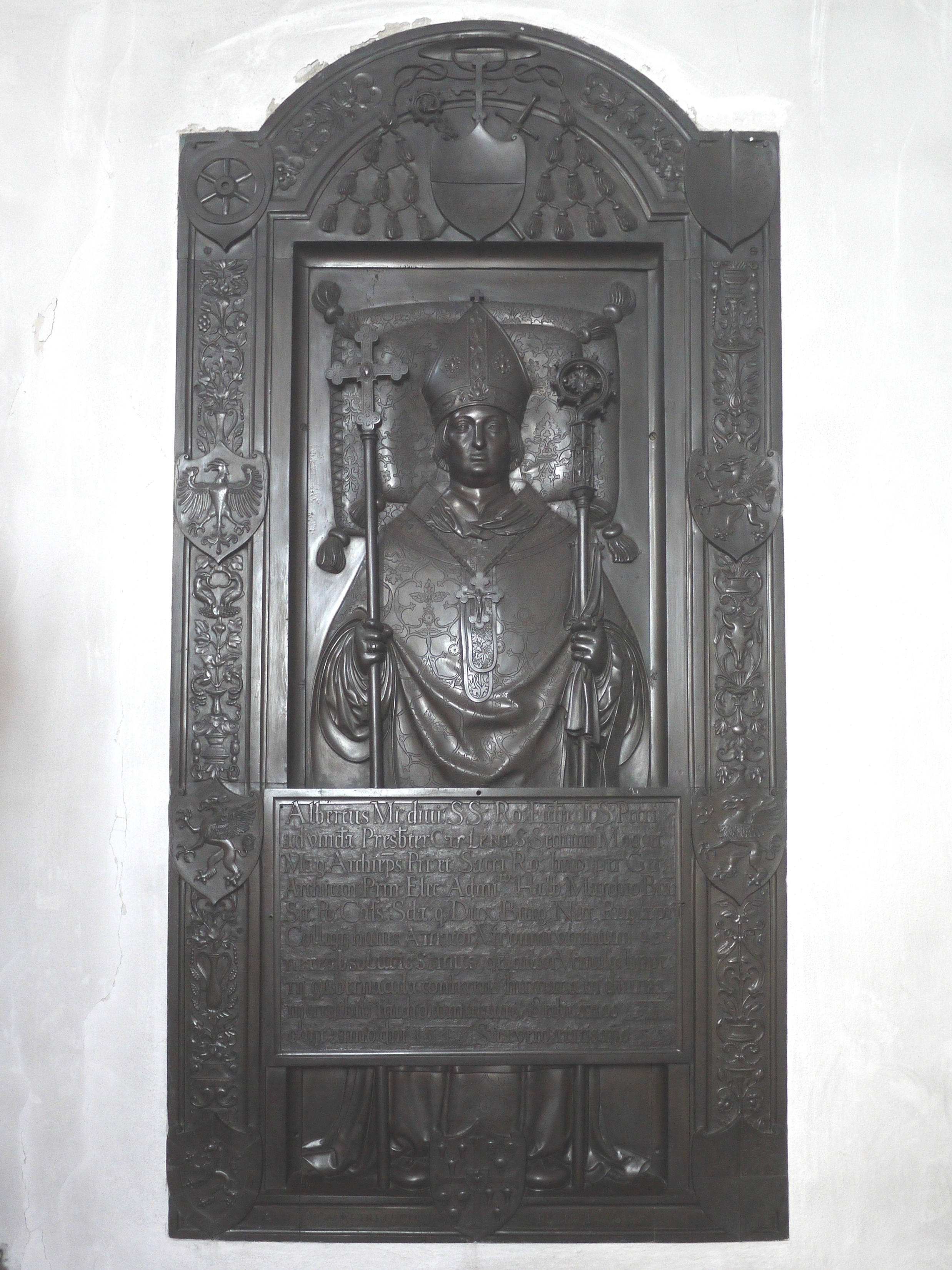
Epitaph Albrecht von Brandenburgs aus dem Jahr 1525 in St. Peter und Alexander in Aschaffenburg

Peter Vischer der Jüngere (* 1487 in Nürnberg; † 1528 ebenda) war ein deutscher Bildhauer und Medailleur. Er stammte aus der Künstlerfamilie Vischer.
Peter Vischer der Jüngere war der Sohn von Peter Vischer dem Älteren, dessen Vater Hermann Vischer der Ältere war. Seine Brüder waren Hans und Hermann. Bekannt von ihm sind vier Plaketten, die Orpheus und Eurydike darstellen. Karl Woermann schreibt in seiner Geschichte der Kunst Band III 1911 darüber: „Drei von ihnen, die dem Berliner Museum, der Hamburger Kunsthalle und dem Stifte Sankt Paul in Kärnten gehören, zeigen Eurydike noch im Begriffe, ihrem zurückbleibenden Gatten zu folgen, die vierte, in der Sammlung Dreyfus zu Paris, gibt sie bereits in einer Bewegung wieder, die ihre Rückkehr zum Hades vorbereitet.“